# Butuo

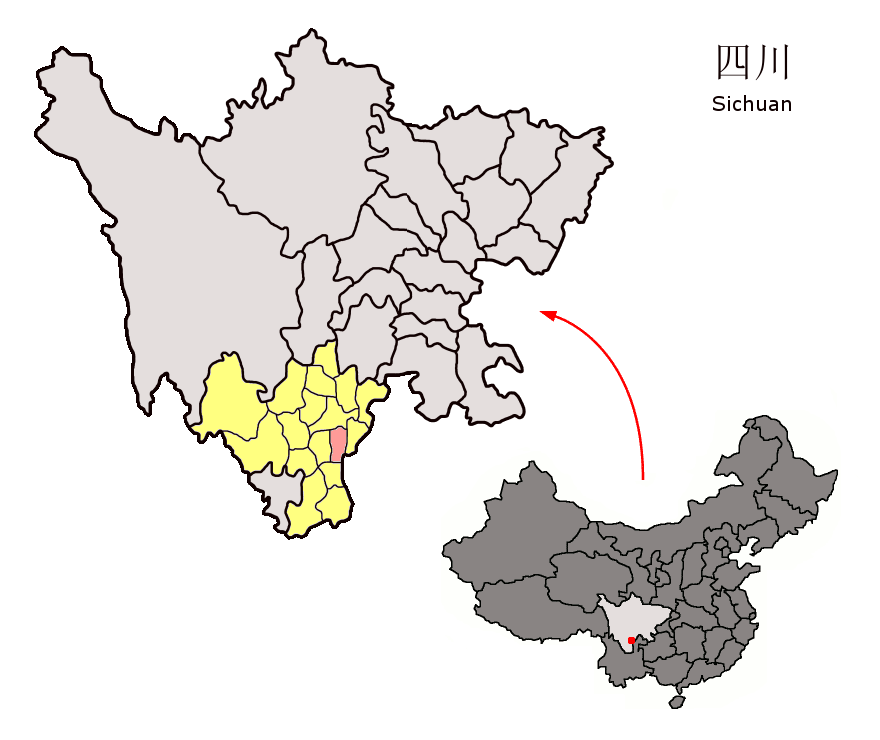
Lage von Butuo in der Provinz Sichuan

Der Kreis Butuo (布拖县; Pinyin: Bùtuō Xiàn) ist ein Kreis des Autonomen Bezirks Liangshan der Yi im Süden der chinesischen Provinz Sichuan. Sein Hauptort ist die Großgemeinde Temuli (特木里镇). Er hat eine Fläche von 1.691 km² und zählt 185.553 Einwohner (Stand: Zensus 2020).

## Administrative Gliederung
Auf Gemeindeebene setzt sich der Kreis aus drei Großgemeinden und siebenundzwanzig Gemeinden zusammen. 